# Fatehgarh
Fatehgarh es  una ciudad y acantonamiento situada en el distrito de Farrukhabad en el estado de Uttar Pradesh (India). Su población es de 14793 habitantes (2011). 

## Demografía
Según el  censo de 2011 la población de Fatehgarh  era de 14793 habitantes, de los cuales 9135 eran hombres y 5658 eran mujeres. Fatehgarh tiene una tasa media de alfabetización del 87,22%, superior a la media estatal del 67,68%: la alfabetización masculina es del 92,46%, y la alfabetización femenina del 78,47%.